# Letana rubescens
Letana rubescens är en insektsart som först beskrevs av Carl Stål 1861.  Letana rubescens ingår i släktet Letana och familjen vårtbitare. Inga underarter finns listade i Catalogue of Life.